# Alstroemeria lutea
Alstroemeria lutea  es una especie fanerógama, herbácea, perenne y rizomatosa perteneciente a la familia de las alstroemeriáceas. Es originaria de la I Región de Tarapacá en Chile.

## Taxonomía
Alstroemeria lutea fue descrita por Mélica Muñoz-Schick, y publicado en Gayana, Botánica 57(1): 55–56, f. 1. 2000.
Etimología
Alstroemeria: nombre genérico que fue nombrado en honor del botánico sueco barón Clas Alströmer (Claus von Alstroemer) por su amigo Carlos Linneo.
lutea: epíteto latino que significa "de color amarillo naranja".